# Schießhaus (Münchberg)
Schießhaus ist eine Wüstung auf dem Gemeindegebiet der Stadt Münchberg im Landkreis Hof (Oberfranken, Bayern).

## Geografie
Die Einöde lag auf einer Höhe von 556 m ü. NHN an einer Vicinalstraße, die nach Münchberg (1,1 km südwestlich) bzw. nach Schlegel führte (0,3 km nördlich).

## Geschichte
Schießhaus wurde in der ersten Hälfte des 19. Jahrhunderts auf dem Gemeindegebiet von Münchberg gegründet. Die beiden Anwesen erhielten bei der Vergabe der Hausnummern die Nr. 353. Münchberg hatte Ende des 18. Jahrhunderts 295 Anwesen. In einem Gemeindeverzeichnis des Jahres 1911 wurden für Münchberg noch sechs Orte angegeben, d. h. Schießhaus galt noch als Gemeindeteil. Auf einer topographischen Karte des Jahres 1982 wurde der Ort als „Schießst[ätte]“ letztmals verzeichnet. Heute befindet sich an der Stelle Gebäude der Schützengesellschaft SKC Münchberg (Hofer Straße 69 und 71, Schützenstraße 10).

### Einwohnerentwicklung
| Jahr      | 1871  | 1885  | 1900  | 1910   |
| Einwohner | 6     | 4     | 9     | 5      |
| Häuser    |       | 1     | 1     |        |
| Quelle    | [ 7 ] | [ 8 ] | [ 9 ] | [ 10 ] |

## Religion
Schießhaus war nach St. Peter und Paul (Münchberg) gepfarrt und evangelisch-lutherisch geprägt.